# Даль Поццо, Карло Антонио
Карло Антонио Даль Поццо (итал. Carlo Antonio Dal Pozzo; 30 ноября, 1547, Биелла, Италия — 13 июля,1607,Серавецца, Италия) — итальянский прелат, который был архиепископом митрополита диоцезы Пизы и советником Фердинанда I. Он происходит из благородной семьи Даль Поццо делла Чистерна. Также он является дядей Кассиано Далю Поццо.
Скульптурный бюст Даля Поццо был сделан в 1616-1622 годах известным итальянским скульптором Джованни Лоренцо Бернини. Сейчас он находится в национальных галереях Шотландии, Эдинбург.

## Биография
Карло Антонио Даль Поццо родился 30 ноября 1547 года в коммуне Биелла, Италия.
Поццо окончил юридический факультет Болонского университета.
В 1594 году Поццо построил часовню на кладбище Кампо-Санто, в 1606 году он отлил колокол, расположенный на Пизанской башне и в 1605 году он основал Palazzo del Collegio Puteano.

## Внешние ссылки
- Официальный сайт диоцез Пизы
- Государственные архивы Биеллы: Данные семьи Даль Поццо делла Чистерна
- Карло Антонио Даль Поццо в Биографическом словаре итальянцев, Институт Итальянской энциклопедии.
- Карло Антонио Даль Поццо на Catholic Hierarchy.
- Скульптурный бюст Бернини с изображением Карло Антонио Даля Поццо (Национальные галереи Шотландии)